# Livstids fängelse i Albanien
Livstids fängelse i Albanien är en rättslig påföljd för män över 18 års ålder som begår vissa typer av brott. Livstids fängelse är det strängaste straffet under albansk lag. Villkorlig frigivning kan beviljas efter att ha avtjänat 25 års fängelse om det anses osannolikt att fången återfaller i brott. Endast män kan dömas till livstids fängelse; maximistraff för alla kvinnor är 30 års fängelse. Brottslingar under 18 års ålder kan dömas till högst 20 års fängelse.
Brott som kan ge livstids fängelse omfattar bland annat mord, terrorism, brott mot mänskligheten och krigsbrott.